# Porywacze ciał
Porywacze ciał lub Inwazja pożeraczy ciał (ang. Body Snatchers) – amerykański film fantastycznonaukowy z roku 1993, w reżyserii Abla Ferrary. Trzecia ekranizacja powieści Inwazja porywaczy ciał autorstwa Jacka Finneya.

## Fabuła
Doktor Steve Malone wraz z żoną i dwójka dzieci przybywa do bazy wojskowej w celu zbadania związku zanieczyszczeń promieniotwórczych wody i ziemi na terenie bazy z serią załamań nerwowych wśród żołnierzy. Przerażony miejscowy lekarz informuje Malone’a o mackach, które sięgają z „kokonów”, wydobywanych z pobliskiego bagna i transportowanych na teren bazy. Macki, wsuwają się do ust, nosa i uszu, kiedy ofiara śpi. Po kilku chwilach na drugim krańcu macek powstaje klon ofiary. Wkrótce ofiarą pada żona Malone'a. Początkowo oprócz jej syna, nikt nie orientuje się w zamianie. Epidemia rozszerza się na całe miasto. Klony ofiar nie wykazują żadnych uczuć i są ślepo posłuszne pozaziemskiej inteligencji. Doktor Malone wraz z córką i jednym z żołnierzy podejmują walkę z wrogiem.

## Obsada
- Terry Kinney - Steve Malone
- Meg Tilly - Carol Malone
- Gabrielle Anwar - Marti Malone
- Reilly Murphy - Andy Malone
- Billy Wirth - Tim Young
- Christine Elise - Jenn Platt
- Lee Ermey - General Platt
- Kathleen Doyle - Mrs. Platt
- Forest Whitaker - Major Collins
- G. Elvis Phillips - Pete
- Kimberly L. Cole - Żołnierz
- Michael Cohen - Żandarm
- Rick Kangrga - Żandarm
- Candice Orsini - Lekarz

i inni. 